# Palazzo Ducezio
Palazzo Ducezio si trova a Noto ed è sede del municipio, la denominazione è in onore di Ducezio, fondatore della città.

## Storia
I lavori di costruzione del palazzo vennero iniziati dal netino Vincenzo Sinatra nel 1746 ispirandosi ad alcuni palazzi francesi del XVII secolo. Il salone denominato Sala degli Specchi, a pianta ovale, fu arricchito di stucchi ed ori di stile Luigi XV e di sontuose specchiere alla fine del XIX secolo. All'inizio degli Anni Trenta, in occasione della visita ufficiale di Umberto e Maria Josè di Savoia, Principi di Piemonte, il salone venne restaurato dal pittore Gregorietti. I mobili vennero realizzati dal maestro Dugo, artigiano della Ditta Franza.
La pittura centrale sulla volta, attribuita ad Antonimo Mazza, è stata realizzata nel 1826, e raffigura una allegoria di Ducezio, re dei siculi, al quale un ufficiale del genio mostra il sito di Neas sul monte Alveria. Sito sul quale in età pre-ellenica, sarà riedificata la città fortificata di Noto Antica, per difendersi dall'attacco dei Greci. Nei riquadri laterali vi sono invece iscrizioni che riguardano i fasti della città di Noto; ed espressioni tratte da Diodoro Siculo, Littara e Randazzo. Sul lato sinistro v'è anche un telegramma di Garibaldi ai patrioti di Noto del 1860.

## Descrizione
La facciata, convessa, è caratterizzata da venti arcate sorrette da colonne di ordine ionico nella sezione inferiore, e da tredici finestroni rettangolari nella sezione superiore. All'interno è degna di nota la sala degli Specchi, salone ovoidale arredato con mobili in stile Luigi XV e grandi specchi scolpiti dall'avolese Sebastiano Dugo. Nella volta della sala campeggia La Fondazione di Neas, affresco neoclassico del pittore Antonio Mazza che raffigura la fondazione di Noto da parte del condottiero siculo Ducezio.

## Galleria d'immagini

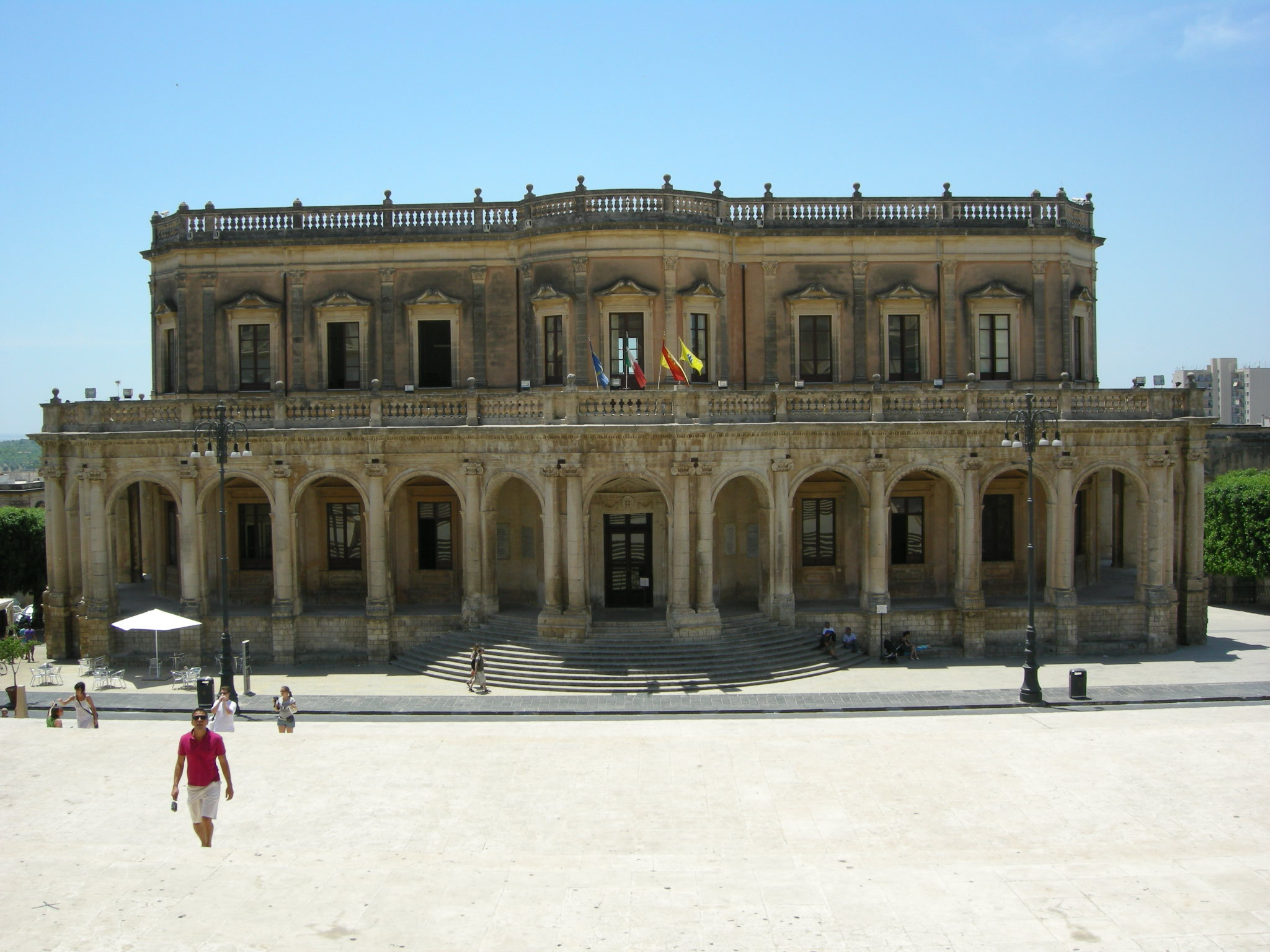
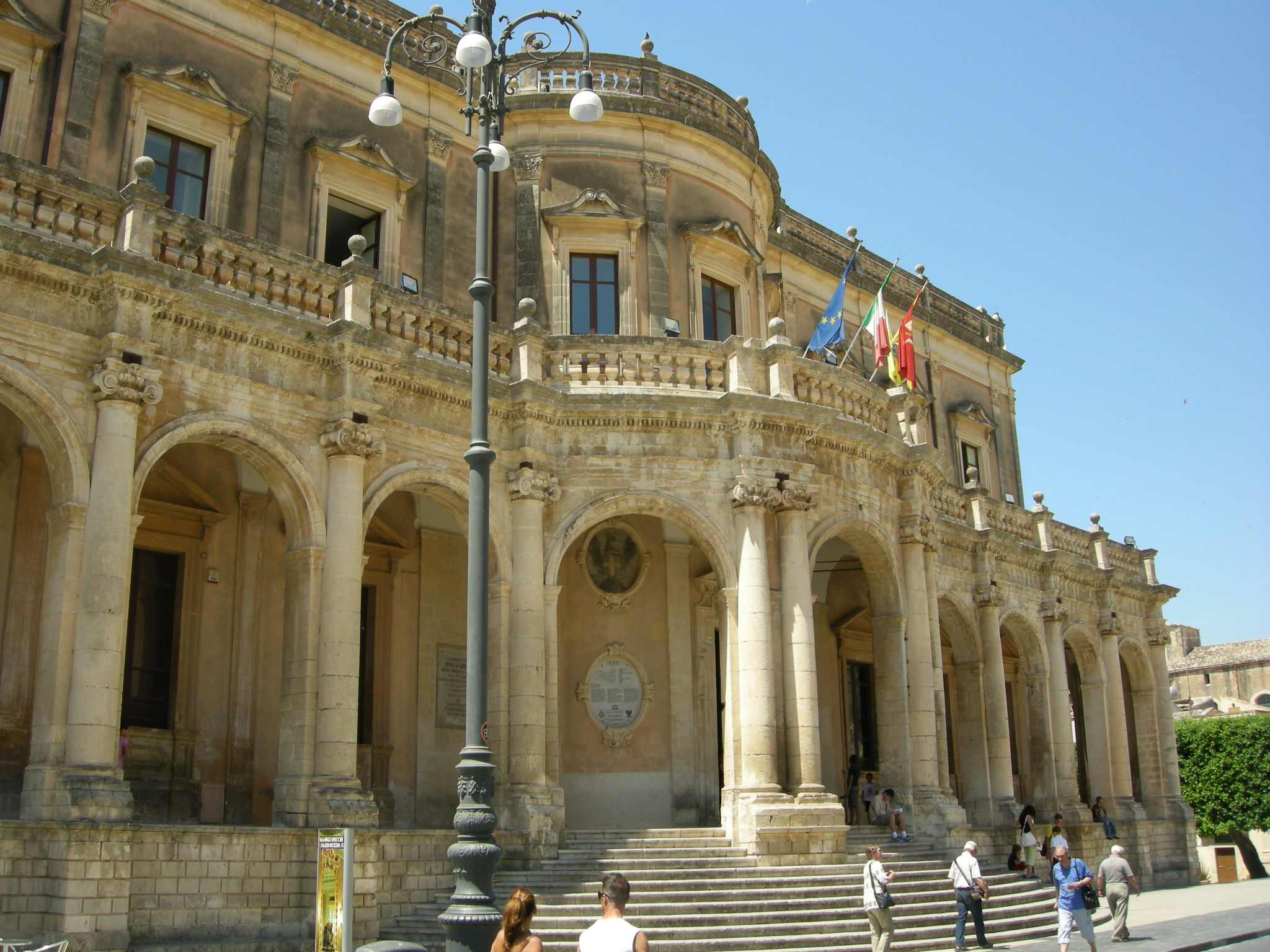
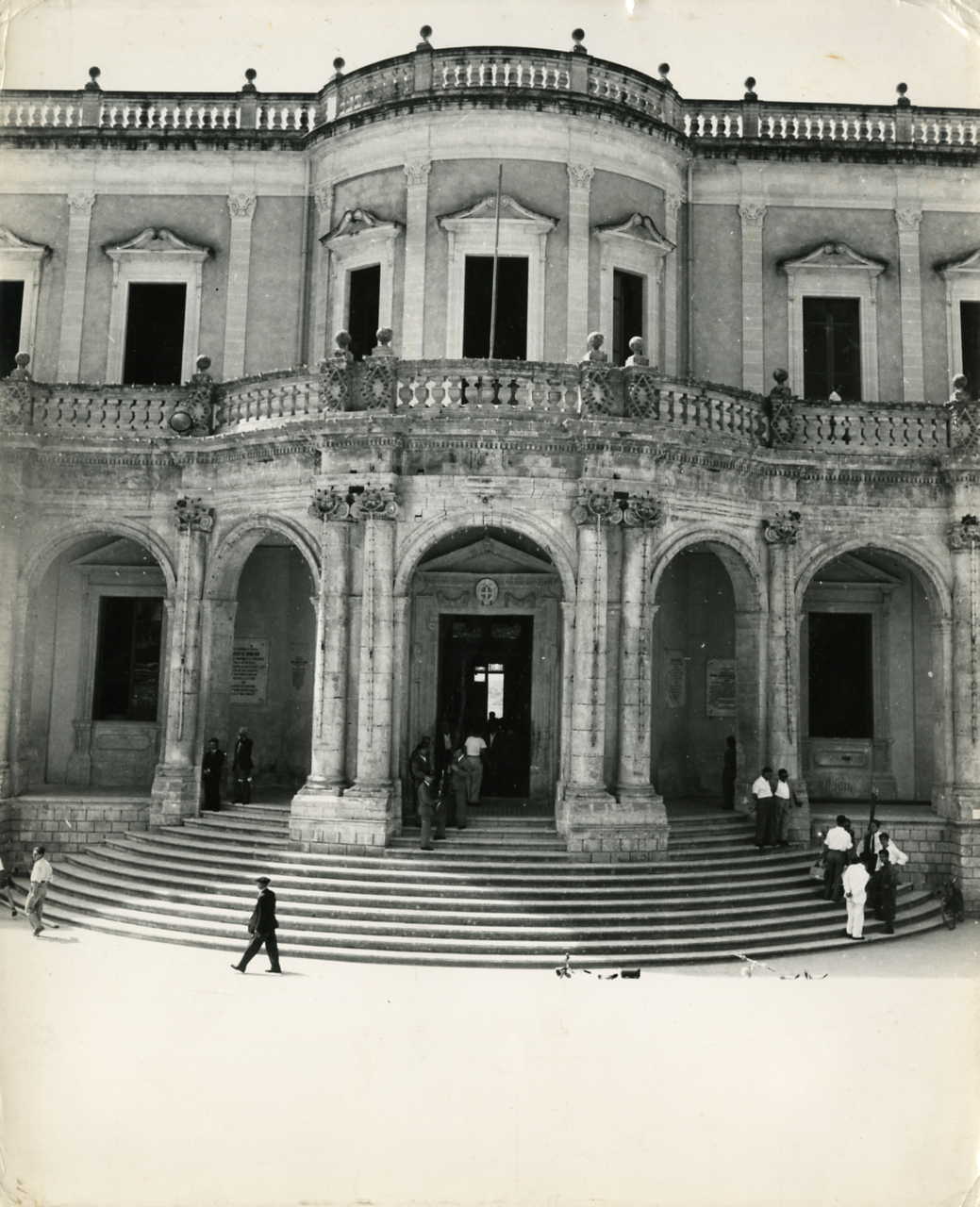